# Polochinony
Polochinony jsou radikály vznikající při odstranění jednoho atomu vodíku v průběhu dehydrogenace hydrochinonu nebo některého jeho derivátu (například pyrokatecholu) na chinon; také se mohou tvořit přidáním vodíku na molekulu chinonu. Jsou nestabilní.
Vznik polochinonu je prvním ze dvou kroků přeměny ubichinonu na aktivní formu ubichinol.